# Sjevernomarijanski otoci
Sjevernomarijanski otoci (engleski the Commonwealth of the Northern Mariana Islands) dio su grupe Marijanskih otoka i američkih otočnih područja u Tihom oceanu, južno od Japana i sjeverno od Guama. Do početka 20.stoljeća bili su poznati pod nadimkom Ladrone Islands, od španolskog Islas de los Ladrones - što znači "Lupeški otoci". 

## Povijest
Godine 1521. Ferdinand Magellan kao prvi europljan otkriva grupu otoka i naziva ju Islas de Ladrones' ili Otočje lopova, jer su tadašnji stanovnici po njegovom mišljenju otuđili (ukrali) stvari s njegovih brodova. Godine 1667. Španjolska anektira otoke i imenuje ih po svojoj kraljici Mariji Ani od Austrije. 
Nakon Španjolsko-američkog rata Španjolska daje južni dio Amerikancima i prodaje 1899. sjeverni dio Nijemcima.
Od 1975. skupina otoka Sjevernomarijanski otoci je u Commonwealthu sa SAD-om.

## Stanovništvo
86% stanovništva uglavno priča neslužbenim jezikom, kao npr. mikronezijski i polinezijski.
Većinu stanovništva čine katolici.

## Zemljopis
Područje se sastoji od 16 otoka, koji se prostiru na preko 500km od kojih su Saipan, Tinian i Rota najveći.

## Ekonomija
Glavna dohodovna djelatnost otoka je turizam.